# Thierry Coutard
Pour les articles homonymes, voir Coutard.
Thierry Coutard (né le 10 février 1954) est un ancien joueur du Paris Saint-Germain et de l'EDS Montluçon et un ancien entraîneur du Clermont Foot.

## Biographie
Il s'illustre en tant qu'entraîneur du Clermont Foot lorsqu'en 1997, au terme d'un match au scénario surprenant,, le club alors en National 2 (l'actuel CFA) accède aux quarts de finale de Coupe de France en éliminant le Paris Saint-Germain dont le capitaine était alors Paul Le Guen.
Thierry Coutard œuvre encore aujourd'hui au sein du Clermont Foot en organisant les stages pour jeunes footballeurs. En 2021, il a repris le club de Régional 1, le Racing Club Vichy Football.

## Palmarès
- Champion de France de CFA (Groupe C) en 1999 avec Clermont (en tant qu'entraîneur)